# Atletismo nos Jogos Pan-Americanos de 1975 - 800 m feminino
A prova dos 800 m feminino nos Jogos Pan-Americanos de 1975 foi realizada na Cidade do México, México.

## Medalhistas
| Ouro                            | Prata                      | Bronze                         |
| Kathy Weston USA Estados Unidos | Abigail Hoffman CAN Canadá | Kathie Hall USA Estados Unidos |

## Resultados
| Posição           | Nome              | Nacionalidade      | Tempo   | Notas |
| ----------------- | ----------------- | ------------------ | ------- | ----- |
| Medalha de ouro   | Kathy Weston      | USA Estados Unidos | 2:04.93 |       |
| Medalha de prata  | Abigail Hoffman   | CAN Canadá         | 2:05.25 |       |
| Medalha de bronze | Kathie Hall       | USA Estados Unidos | 2:07.56 |       |
| 4                 | Ana María Nielsen | ARG Argentina      | 2:09.86 |       |
| 5                 | Araceli Arana     | MEX México         | 2:10.96 |       |
| 6                 | Mercedes Alvarez  | CUB Cuba           | 2:15.41 |       |